# 陜川郡
（：／ Hapcheon gun */?）是韓國慶尚南道西北部的一個郡。北鄰慶尚北道，東臨洛東江。面積938.47平方公里，2008年人口55,677人。下分1邑、16面。
藏有高麗大藏經的海印寺位於介於本郡和慶北的伽倻山國立公園。

## 歷史
新羅早期設大耶州，757年降為江陽郡。1018年復升為陜州。1413年始稱陜川。

## 交通

### 高速道路
- 中部高速公路
- 88奥林匹克高速公路

## 著名人物
- 全斗煥，第11、12任韓國總統
- 金鐘國，韓國歌手
- 柳興洙，前韓國國會議員，前韓國駐日本大使

## 姐妹城市
- 大韓民國全羅北道長水郡
- 中华人民共和国浙江省新昌县
- 日本香川縣三豐市
- 美国新澤西州博根縣